# Pasivno hlađenje
Pasivno hlađenje je pristup u konstruiranju građevine koji se, za regulaciju temperature u prostorijama, fokusira na kontrolu odvođenja i nakupljanja topline uz mali ili nikakav utrošak energije. Funkcionira tako da ili sprječava ulazak topline u unutrašnjost (npr. izolacija) ili uklanjanja toplinu iz građevine (npr. Prirodno hlađenje). U pasivno hlađenje spadaju svi prirodni procesi i tehnike odvođenja i kontrole topline bez korištenja energije. Manji i jednostavni mehanički uređaji, npr. pumpe, mogu biti uključeni u pasivne tehnike hlađenja dok se koriste za povećanje korisnosti procesa prirodnog hlađenja. Takve primjene se zovu još i hibridni sustavi hlađenja. 
Tehnike pasivnog hlađenja mogu se podijeliti u dvije grupe:
- Preventivne tehnike osiguravaju zaštitu i sprječavaju vanjsku i unutarnju akumulaciju topline.

- Tehnika regulacije i odvođenja topline omogućuje građevinama pohranu i odvođenje nakupljene topline od njenog skladišta u okoliš (npr. Toplinska masa i Prirodno hlađenje)

Upotrebom različitih tehnika, pasivnim hlađenjem želimo što više smanjiti neželjenu toplinu i odstraniti je prije no što uđe u građevinu. 

## Preventivne tehnike
Štite ili sprječavaju akumuliranje solarne energije ili topline nastale zbog popunjenosti i opreme unutar građevine. 
- Konstrukcija prema mikroklimi i okolišu. Uzima u obzir klimu mjesta te prema tome odabire tehnike hlađenja koje će biti najprikladnije za sprječavanje prodiranja topline kroz omot građevine. Analizom dostupnosti sunca i vjetra odabiru se najpovoljnije lokacije za građevine.
- Kontrola solarne energije1. Ispravno konstruiran sustav sjenila učinkovito može doprinijeti smanjenju gomilanja sunčeve topline. Osjenčavanje prozirnih i neprozirnih površina građevine smanjit će količinu sunčevog zračenja te pregrijavanje prostorija i konstrukcije građevine.
- Oblik i izgled građevine. Orijentacija i raspodjela unutarnjih prostora može spriječiti njeno pregrijavanje. Sobe mogu biti smještene unutar građevine tako da odbacuju izvore unutarnje toplinske energije te njezino akumuliranje ili da se ta toplina akumulira tamo gdje može biti korisna s obzirom na različite aktivnosti. Na primjer, gradnjom horizontalnih ravnina povećat ćemo efikasnost unakrsne ventilacije među tim ravninama. Gornji katovi građevine topliji su od donjih zona zbog slojevitosti pa vertikalnim zoniranjem možemo prilagoditi prostorije u skladu s temperaturnim zahtjevima.
- Toplinska izolacija2 u konstrukciji ovojnice građevine smanjuje količinu topline dovedene zračenjem kroz fasadu. Izolacija se primjenjuje na prozirne (prozore) i neprozirne površine (zidove i krov).
- Uzorci ponašanja i zauzeće. Neke politike upravljanja zgradom kao što su ograničavanje broja ljudi u određenim dijelovima zgrade mogu doprinijeti smanjenju akumulacije topline. Stanovnici zgrade mogu također sudjelovati tako da gase svijetla i opremu u prostorima kojima se ne koriste ili sjenčanjem kada je to potrebno za zaštitu od sunčeve topline.
- Unutarnja kontrola zagrijavanja. Energetski učinkovitija rasvjeta i elektronička oprema rezultiraju manjem zagrijavanju unutarnjeg prostora.

## Tehnika regulacije i odvođenja topline
- Termalna masa3 zgrade preuzima i pohranjuje toplinu tijekom dana te je vraća u prostor kao poželjnu toplinu noću.

- Prirodno hlađenje koristi energiju dostupnu u okolišu kombiniranu s posebno konstruiranim elementima građevine te ovisi o dizajnu građevine i dostupnosti prirodnih resursa koji se koriste kao toplinski kanali. To su atmosferski zrak (noćni zrak), vjetar, tlo, itd. Dijeli se na: ventilaciju, noćno prozračivanje, hlađenje isparavanjem, spajanje sa zemljom i hlađenje zračenjem.

### Ventilacija
Ventilacija4 je sustav prirodnog hlađenja koja koristi fizička svojstva zraka za odvođenje topline ili hlađenje stanovnika. U određenim slučajevima može se koristiti za hlađenje strukture zgrade kao toplinski kanal. 
- Unakrsna ventilacija oslanja se na prolazak vjetra kroz zgradu u svrhu hlađenja stanovnika. Zahtjeva otvore na dvije strane prostora koje se zovu ulaz i izlaz. Njihova veličina i smještaj određuje smjer i brzinu unakrsne ventilacije kroz građevinu. Potreban je jednak ili veći broj izlaznih otvora nego ulaznih da bi se osigurala adekvatna unakrsna ventilacija. Ova metoda je vrlo učinkovita međutim vjetar ne možemo kontrolirati pa koristimo alternativni način hlađenja.
- Ventilacija metodom dimnjaka5 bazira se na svojstvu da se topli zrak uzdiže i izlazi kroz otvore na stropu. Hladniji vanjski zrak ulazi u građevinu kroz pažljivo konstruirane otvore smještene u blizini poda.

### Noćno prozračivanje
Noćno prozračivanje je pasivna ili polupasivna tehnika hlađenja koja zahtjeva povećani protok zraka preko noći da bi rashladila strukturne elemente zgrade odnosno samu termalnu masu. Za vršenje ove metode, ovojnica građevine ostaje zatvorena preko dana te se toplina akumulira u termalnoj masi građevine. Struktura građevine ponaša se kao toplinski kanal i tijekom dana preuzima toplinu na sebe. Tijekom noći, kada je vanjski zrak hladniji, otvara se ovojnica građevine i dopušta strujanje hladnijeg zraka kroz građevinu. Noćno prozračivanje je najpogodnije u područjima s velikim razlikama u temperaturama danju i noću. Za optimalnu izvedbu vanjska temperatura noću mora pasti ispod ugodnih 22°C i 60% relativne vlažnosti. Također termalna masa mora biti dovoljno velika i raspoređena na dovoljno širokoj površini da bi apsorbirala svakodnevni unos topline i ukupna količina zraka mora biti dovoljna da rashladi svu akumuliranu toplinu. Tri su načina kako postići noćno prozračivanje građevine:   
- Prirodno noćno prozračivanje otvaranjem prozora noću i puštanje da vjetar rashladi prostoriju te zatvaranjem prozora tijekom dana.
- Mehaničko noćno prozračivanje korištenjem ventilacijskih kanala pri velikom protoku zraka noću te opskrbom prostora zrakom tijekom dana pri minimalnim zahtjevima protoka.
- Kombinirano noćno prozračivanje koristi ventilatore kao pomoć prirodnom noćnom prozračivanju.

### Hlađenjezračenjem
Svi objekti konstantno primaju i emitiraju energiju zračenja. Objekt se hladi zračenjem ako je tok zračenja prema van što je slučaj noću. Noću je dugovalno zračenje vedrog neba manje nego infracrveno dugovalno zračenje emitirano iz zgrade pa je tok zračenja prema nebu. Učinkovita strategija je konstruirati krov kao odzračnik jer je najveća površina vidljiva noćnom nebu. Postoje dva načina hlađenja zračenjem koji koriste površinu krova, izravno i neizravno hlađenje zračenjem.   
- Izravno hlađenje zračenjem. U građevini optimiziranoj za izravno hlađenje zračenjem, krov se ponaša kao skladište za danju prikupljenu toplinu. Krov je najprikladniji za ovu ulogu zbog izloženosti svoje površine prema noćnom nebu. Prijenos topline zračenjem s noćnim nebom će odvesti toplinu iz krova zgrade te hladiti samu strukturu zgrade. Primjer ove tehnike je krovni bazen. Postoje različite izvedbe krovnih bazena ali koncept je uvijek isti. Krov koristi vodu u plastičnim vrećama ili otvorene bazene kao skladište, dok sustav pomičnih izoliranih panela regulira stanje grijanja ili hlađenja. Ljeti preko dana, voda na krovu je zaštićena od sunčevog zračenja i okolne temperature zraka pomičnim izolatorima što dozvoljava da se koristi kao skladište jer apsorbira toplinu dovedenu kroz strop. Noću paneli su povučeni i omogućavaju zračenje između krovnog bazena i neba te se tako odvodi skladištena temperatura. Zimi je taj proces obratan, tako da krovno jezero danju prima toplinu preko sunčevog zračenja te je noću otpušta u prostore građevine.
- Neizravno hlađenje zračenjem. Fluid za prijenos topline, odvodi toplinu iz strukture građevine, zračenjem prema noćnom nebu. Konstrukcija ovog načina hlađenja sadrži plenum između krova i površine odzračivanja. Zrak hlađen odzračivačem je uvučen u građevinu kroz plenum i time hladi strukturu građevine. Tijekom dana masa strukture građevine se ponaša kao skladište topline.

### Hlađenjeisparavanjem6
Konstrukcija se oslanja na proces isparavanja vode da bi ohladila nadolazeći zrak dok istovremeno povećava relativnu vlažnost zraka. Filter zasićenosti se postavlja na ulazni vod tako da prirodni proces isparavanja može ohladiti dovedeni zrak. Osim energije potrebne za pogon ventilatora, voda je jedini izvor koji može pružiti promjenu topline u prostorima građevine. Efikasnost hlađenja isparavanjem uvelike ovisi o vlažnosti vanjskog zraka tako da što je vanjski zrak suši proizvodi se više hlađenja. Zahtjevi za energijom hlađenja isparavanjem su 75% manji od energije potrebne za pogon klima uređaja te može pridonijeti razlici temperature čak do 9.6 °C naspram vanjske temperature. Inovativni pasivni sistem još koristi isparavanje vode za hlađenje krova da veliki udio solarne topline ne uđe u građevinu.    

### Spajanje sa zemljom
Koristi umjerenu temperaturu tla koja djeluje za hlađenje provođenjem. Ova pasivna tehnika je najučinkovitija kada je temperatura tla hladnija od okolišne temperature zraka što je slučaj u toplijim klimatskim okolišima.    
- Izravno spajanje sa zemljom je kada građevina koristi zemlju kao branik za zidove. Zemlja se ponaša kao skladište za toplinu i može učinkovito ublažiti ekstremne temperature. Ova metoda unaprjeđuje svojstva ovojnica građevina tako što smanjuje gubitke topline ili njeno akumuliranje ograničavanjem provlačenja.
- Neizravno spajanje sa zemljom podrazumijeva da je građevina povezana sa zemljom preko zemljanih kanala. To su zakopane cijevi koje se ponašaju kao kanali za dobavu zraka koji putuje kroz zemlju prije ulaska u građevinu. Dobavljeni zrak je hlađen provođenjem topline između cijevi i tla. Zemljani kanali neće vršiti hlađenje ako temperatura tla nije niža od temperature zahtijevane u prostoriji. Cijevi moraju biti dovoljno duge da ohlade zrak na željenu temperaturu prije ulaska u građevinu. Da bi se zrak povukao iz kanala u prostoriju potreban je ventilator8.